# 480i
480i este una din rezoluțiile ecranului folosite de către formatul video SDTV. Termenul 480i se referă la o rezoluție de 640x480 de pixeli. Vorbim de o rezoluție 480i60 atunci când frecvența de reîmprospătare a ecranului este de 60 de hertzi.